# Казни геев «Исламским государством»
Казни геев «Исламским государством» назначались за гомосексуальные отношения шариатскими судами на подконтрольных организации территориях (в основном в Сирии и Ираке, а также в Сомали, Ливии, Нигерии, Афганистане и Йемене). Приговорённых чаще всего сбрасывали с высоких зданий с завязанными глазами и связанными за спиной руками. Если жертва после падения подавала признаки жизни, то её добивали камнями. Также зафиксированы случаи обезглавливания, забивание камнями и расстрела.

## Отношение к казням
В исламском обществе гомосексуальный акт (араб. لواط‎ [liwaːtˤ]) рассматривается как грех. Поэтому даже некоторые из тех, кто был шокирован другими жестокостями бойцов ИГ, считали убийства геев оправданными. Часть сирийских повстанческих групп также убивала и преследовала геев. По словам сирийского гея из Мааррет-эн-Нуумана, его отец, узнав о гомосексуальности, избил его и назвал «позором семьи». Опасаясь, что отец выдаст его бойцам «Фронта ан-Нусра», он уехал в Турцию, но и там стал получать угрозы от бывшего школьного друга, поэтому перебрался в США.
Правозащитники отмечают, что стигматизация геев затрудняет документальную фиксацию и идентификацию казнённых. Семьи и друзья отказываются говорить, оставшиеся на территории геи напуганы, а большинство из тех, кто бежал, предпочитают молчать. Сообщения о казнях от самого «Исламского государства» являются основным источником информации. Однако ИГ не называет имена казнённых, возможно, из-за уважения к их семьям, которые не хотят публичной огласки о родственных связях с геями. На сессии Совета Безопасности ООН огласили заявление гея, который сказал, что большинство людей радуется, когда ИГ казнит геев, в силу чего эти казни улучшают репутацию ИГ.
В Сирии при правлении президента Башара Асада для геев нет смертной казни, но предусмотрено тюремное заключение сроком до трёх лет. Один из сирийских геев, которому удалось покинуть Алеппо, вспоминал, что он с энтузиазмом присоединился к протестам против Башара Асада в надежде, что на смену ему придёт «демократическое правительство», уважающее всех независимо от их сексуальности. Он отметил: «Мы были очень наивными. Всё произошло ровно наоборот».
В день, когда Верховный суд США узаконил однополые браки, сторонники ИГ опубликовали в Twitter видео и фото с казнью нескольких геев в Дайр-эз-Зауре, сопроводив запись тем же хештегом #LoveWins («Любовь побеждает»), который активно используется в социальных сетях для поддержки однополых браков. Пресс-секретарь ЛГБТ-организации «Кампания за права человека» назвал этот эпизод «шокирующим».

## Обоснование
В исламском праве гомосексуальные отношения категорически запрещены. В Коране есть история об исламском пророке Луте и разрушении города Садума (библейские пророк Лот и город Содом). Аллах уничтожил город с его жителями, садумитами, которые погрязли в грехах, вступая в том числе в гомосексуальные отношения. В живых остались только Лут и несколько верующих, которые покинули город. Однако в самом Коране не конкретизируется наказание для геев, о смертной казни говорится в различных хадисах — преданиях о пророке Мухаммеде. В разных хадисах описываются разные способы казни, некоторые хадисы предусматривают менее строгие наказания в зависимости от обстоятельств и периода.
В маликитской, ханбалитской и шафиитской правовых школах (мазхабах) гомосексуальный акт считается грехом прелюбодеяния (зина), который наказывается публичным побиванием камнями (раджм). Прелюбодеяние считается доказанным, если не менее четырёх надёжных, благочестивых свидетеля клятвенно заявят, что видели проникновение эрегированного полового члена в анальное отверстие, не ссылаясь на косвенные улики и подозрения. Для маликитов и ханбалитов не имеет значения, был ли прелюбодей женат в момент совершения греха. У шафиитов, если человек, совершивший гомосексуальный акт, был в браке, то он подлежит смерти через побитие камнями, иначе же он подлежит побитию палками и выселению из населённого пункта. В ханафитском мазхабе гомосексуальный акт не рассматривается как прелюбодеяние, а квалифицируется как особо тяжкое преступление, которое также сурово карается.
Наказание в виде сбрасывания с высоких зданий до «Исламского государства» применялось редко. Французский исследователь ислама Ромен Кайе говорит, что в средневековье сбрасывание с высоты было стандартным наказанием для виновного в гомосексуальных отношениях. «Исламское государство», по его словам, буквально следует рекомендациям средневековых исламских правоведов.
Представители ИГ ссылаются на хадис, в котором говорится, что геев следует сбрасывать с большой высоты. Выпускаемый «Исламским государством» журнал «Дабик», обосновывая применение этого вида казни, ссылается на «традиции» сподвижника пророка и первого праведного халифа Абу Бакра. Также, по мнению журнала, наказание защитит мусульман от «западных извращений и безнравственности». Видео и фотографии казней ИГ распространяет в своих пропагандистских материалах. Видео выходят с комментариями судей и звуковым сопровождением в виде нашидов.

## Процедура
Перед сбрасыванием с крыши приговорённым связывали руки за спиной и завязывали глаза.
Очевидец рассказал, что казни проходили при большом скоплении местных жителей, в том числе детей, которые с ликованием наблюдали за сбрасыванием приговорённых к смерти. На серии фотографий из Хомса, где забросали камнями двух геев, бойцы ИГ обнимали их перед казнью. Сторонники ИГ писали, что они таким образом проявляют «сострадание к грешникам».
По словам свидетеля из Пальмиры, когда город был под контролем ИГ, тела двух казнённых геев после сбрасывания повесили на площади с табличками на груди: «Наказан за преступления племени Лута».